# شينتارو اراكاوا
شينتارو اراكاوا (باليابانية: 荒川慎太郎؛ بالكانا: あらかわ しんたろう) هو لغوي ياباني، ولد في 1 مايو 1971.